# 잉그리트 벤들
잉그리트 투르코비치-벤들(독일어: Ingrid Turković-Wendl, 1940년 5월 17일 ~ )은 오스트리아의 피겨 스케이팅 선수이자 텔레비전 아나운서이다. 인그리드 벤들은 1956년 동계 올림픽 여자 싱글 부문에서 동메달을 획득했다.벤들은 나중에 프로로 전향했고 비엔나 아이스 가극단 (비엔나 아이스 시사 풍자극)과 아이스 카패드에 출연했다. 그녀는 1971년에 현역에서 은퇴했다.
그녀는 밀란 투르코비치와 결혼했다.

## 대회 성적
| Event            | 1953 | 1954 | 1955 | 1956 | 1957 | 1958 |
| ---------------- | ---- | ---- | ---- | ---- | ---- | ---- |
| 동계 올림픽      |      |      |      | 3위  |      |      |
| 세계 선수권 대회 |      | 12위 | 4위  | 3위  | 3위  | 2위  |